# سفارة السويد في آيسلندا
سفارة السويد في آيسلندا هي أرفع تمثيل دبلوماسي لدولة السويد لدى آيسلندا. تقع السفارة في وهي تهدف لتعزيز المصالح السويدية في آيسلندا.

## وصلات خارجية
- قائمة سفارات السويد
- قائمة السفارات في آيسلندا